# Guadalupe Sánchez
Guadalupe Sánchez Galván (Teocelo, 12 de diciembre de 1890 - Yanga, 12 de julio de 1985) fue un militar mexicano que participó en la Revolución mexicana.
Nació en Teocelo, Veracruz, el 12 de diciembre de 1890, siendo hijo de Carlos Sánchez y de Josefa Galván. En 1910 se adhirió al maderismo y secundó el movimiento rebelde en su región; alcanzando el grado de capitán. Tras el asesinato de Francisco Madero, se unió al movimiento constitucionalista. Militó en las filas de la División de Oriente, bajo las órdenes del general Cándido Aguilar, donde se destacó como uno de los principales jefes. Acompañó a los constitucionalistas en su entrada a la capital en agosto de 1914 y expropió varias de las propiedades de Joaquín Casasús. En 1914 fue delegado de la Convención de Aguascalientes en representación del general Antonio Portas. A finales de 1914 y principios de 1915 derrotó a las fuerzas contrarrevolucionarias de Higinio Aguilar, Pedro Gabay y Constantino Galán, que operaban en la región del Cofre del Perote y del Pico de Orizaba.
En 1915 fue comisionado para combatir a las tropas de Francisco Villa bajo las órdenes de Álvaro Obregón, participando en la Batalla de Celaya y Trinidad. En 1918 fue nombrado jefe de operaciones militares de Veracruz, aunque combatía al felicismo, entre los que se encontraba el general Luis Medina Barrón, derrotado por Villa en Zacatecas en junio de 1914, en ese estado desde 1916.

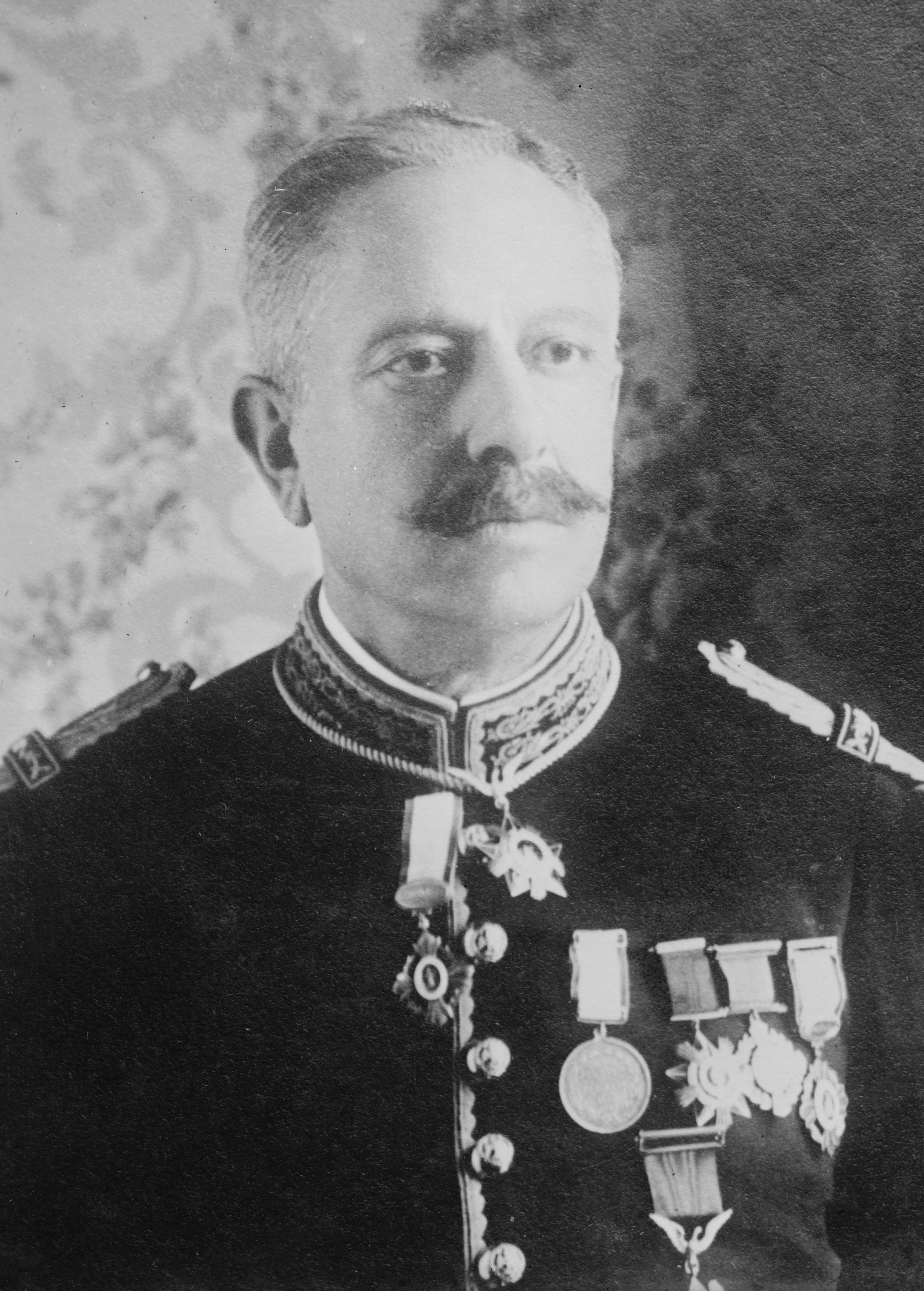
La misión de capturar y ejecutar al general Aureliano Blanquet fue una de sus acciones más destacadas.

El 15 de abril de 1918 (aunque algunos diarios afirman que ese acontecimiento ocurrió en 1919) descubrió y persiguió al general Aureliano Blanquet, quien era enemigo del Ejército Constitucionalista; en señal de venganza por haber arrestado a Francisco I. Madero y José María Pino Suárez para después entregarlos a Huerta para posteriormente asesinarlos. Durante la persecución, el general Blanquet cae de la barranca de Chavaxtla (en el estado de Veracruz). La cabeza decapitada de Blanquet se exhibió como trofeo de guerra en el puerto de Veracruz y el arma con el que se le dio el tiro de gracia fue enviada al general Álvaro Obregón ya como presidente electo en 1920. Recibió agradecimientos del presidente Adolfo de la Huerta, luego de haber derrotado a Félix Díaz.
En 1920 secundó el Plan de Agua Prieta y al general Jacinto B. Treviño, combatiendo a las fuerzas de Venustiano Carranza cuando huía hacia Veracruz. El presidente Carranza no sabía que el general Sánchez, siendo aun jefe militar del estado de Veracruz había secundado a los sonorenses. Derrotó al general Francisco Murguía en Aljibes (estado de Puebla).
En 1923 fue uno de los principales jefes de la Rebelión encabezada por Adolfo de la Huerta, junto al general Salvador Alvarado. El 8 de diciembre de 1923 tomó con sus fuerzas la ciudad de Xalapa. Tras la derrota de esta rebelión vivió en el destierro por varios años. Se desconoce la fecha de su fallecimiento: una indica que murió en 1930 y la segunda que murió en Yanga en el estado de Veracruz, México el 12 de julio de 1985, a la edad de 94 años. Sus restos descansan en el panteón municipal de dicho municipio. Apareció en un episodio de la serie El encanto del águila interpretado por el actor Javier Sixtos.